# Apatura parisatis
Apatura parisatis är en fjärilsart som beskrevs av John Obadiah Westwood 1850. Apatura parisatis ingår i släktet Apatura och familjen praktfjärilar. IUCN kategoriserar arten globalt som livskraftig. Inga underarter finns listade i Catalogue of Life.

## Bildgalleri

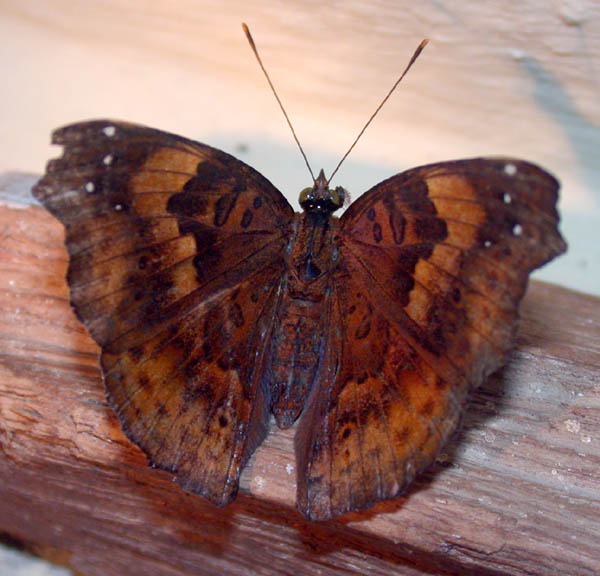
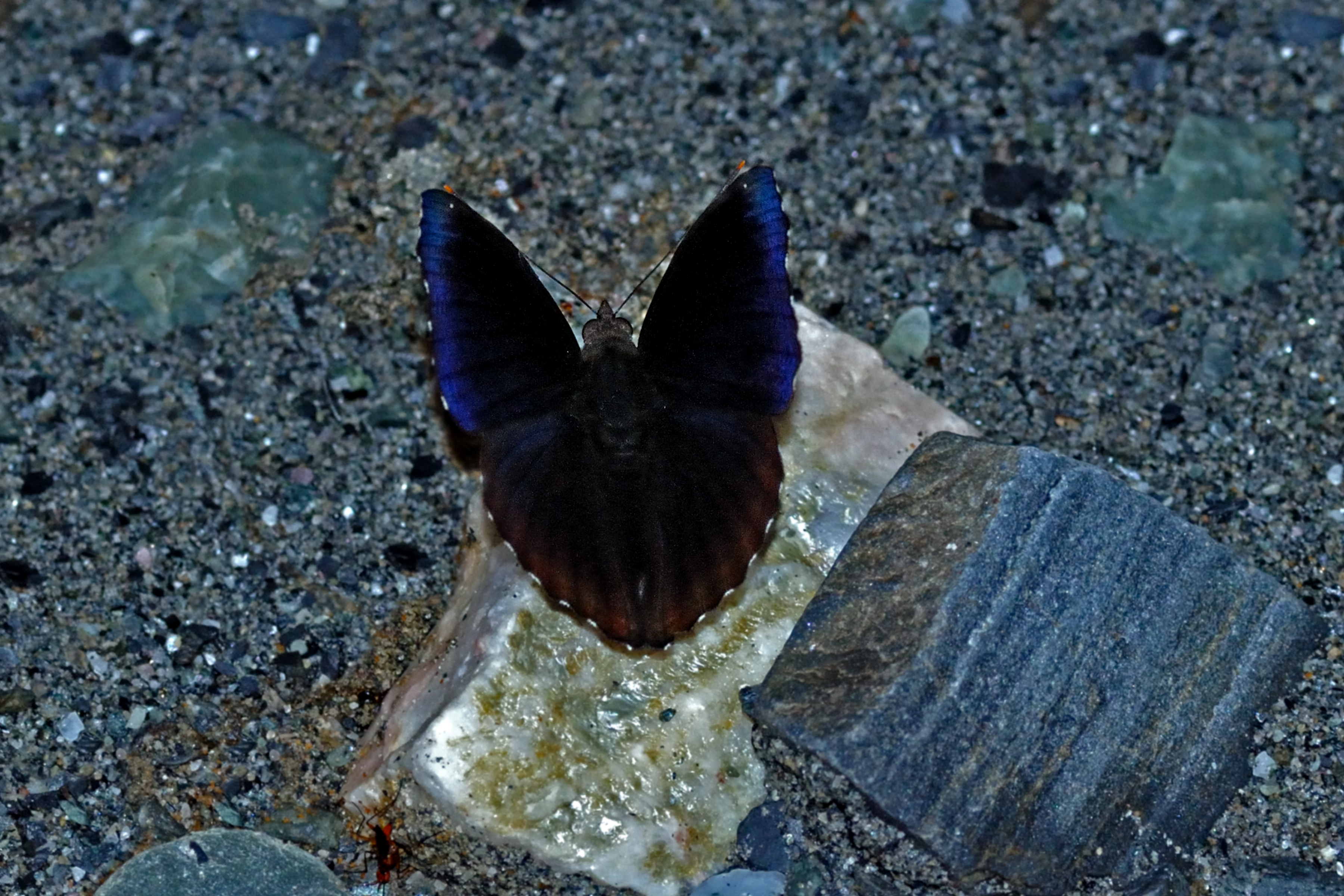